# Pierino Gabetti
Pierino Paolo Gabetti (ur. 22 maja 1904 w Sestri Ponente, zm. 28 lutego 1971 w Cogoleto) – włoski sztangista. Dwukrotny medalista olimpijski.
Startował w wadze piórkowej (do 60 kg) oraz lekkiej (do 67,5 kg). Brał udział w trzech igrzyskach (IO 24, IO 28, IO 32), na dwóch zdobywał medale. Zwyciężył w 1924, był drugi w 1928 i czwarty w 1932. Pobił dwa rekordy świata. Siedem razy zostawał mistrzem kraju.